# (74207) 1998 RJ59
(74207) 1998 RJ59 – planetoida z pasa głównego asteroid okrążająca Słońce w ciągu 4,11 lat w średniej odległości 2,56 j.a. Odkryta 14 września 1998 roku.